# ETV3
Biến thể Ets 3 (tiếng Anh: Ets variant 3) là protein ở người được mã hóa bởi gen ETV3.